# Charles McNary
Charles Linza McNary (1874-1944) est un personnage politique américain.

## Biographie
Il fut le candidat républicain à la vice-présidence des États-Unis en 1940. Sénateur de 1917 à 1944, il fut le chef de la minorité au Sénat entre 1933 et 1944. 
Il est né le 12 juin 1874 à Salem dans l'Oregon dans la ferme familiale, neuvième d'une famille de dix enfants. Diplômé en droit de l'université Stanford, il fut procureur (district attorney) en Oregon de 1904 à 1911.
En 1917, il entre au Sénat américain et sera constamment réélu jusqu'à sa mort.
En 1940, il est candidat républicain et conservateur à la vice-présidence des États-Unis au côté du républicain libéral de la côte est, Wendell Willkie. Ils sont battus par le président sortant Franklin Delano Roosevelt et ne remportent que 10 États et 44,78 % des suffrages. 
Le sénateur McNary décède le 25 février 1944 d'une tumeur au cerveau.
Un barrage hydroélectrique, le barrage de McNary sur le fleuve Columbia ainsi que l'aéroport de la ville de Salem ont été nommés en son honneur. 